# Alpiscorpius germanus

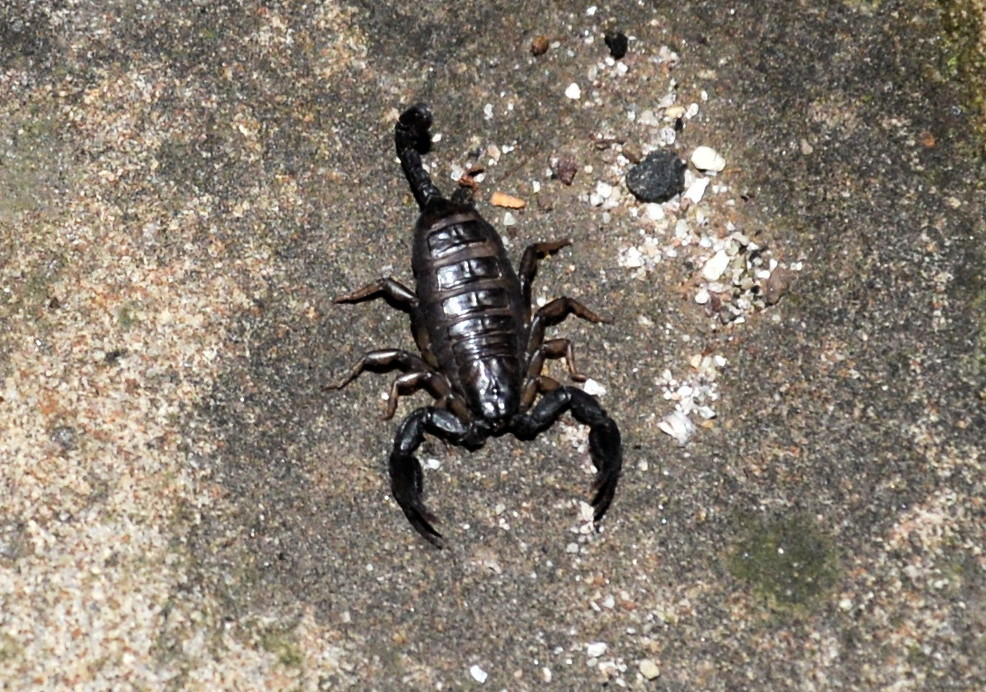
Alpiscorpius germanus in Südtirol

Alpiscorpius germanus (auch Deutscher Skorpion oder Alpenskorpion) ist eine Skorpionart aus der Familie der Euscorpiidae. Das relativ kleine Verbreitungsgebiet der mit weniger als 30 mm Länge sehr kleinen Art ist auf die östlichen Alpen beschränkt. Trotz des Art-Epithetons kommt dieser Skorpion nicht in Deutschland vor. Ursprünglich zur Gattung Euscorpius zugehörig, wurden 2019 einige neue Skorpionarten beschrieben und im Zuge dessen die Untergattung Alpiscorpius auf Gattungsniveau erhoben. In diese Gattung wurde auch A. gamma eingeordnet.

## Merkmale
Mit weniger als 30 mm Länge ist A. germanus eine der bekanntesten Arten der Gattung Alpiscorpius. Schweizer Männchen hatten eine mittlere Länge von 23,5 mm, die etwas größeren Weibchen erreichten im Mittel 25,7 mm. Die Tiere sind insgesamt dunkelbraun, manchmal auch schwärzlich, Bauchseite, Beine und Telson sind deutlich heller.
A. germanus unterscheidet sich von den anderen Arten der Gattung durch die fehlende Kielung der Segmente des Mesosoma sowie durch meist fünf Trichobothrien an der Unterseite der Pedipalpenhand (Chela manus). Die morphologischen Unterschiede zwischen E. germanus und der sehr eng verwandten Art Alpiscorpius alpha sind sehr gering, E. alpha hat an der Unterseite der Pedipalpenhand im Normalfall 6 Trichobothrien.

## Verbreitung und Lebensraum
Das relativ kleine Verbreitungsgebiet ist auf die östlichen Alpen beschränkt. In der Schweiz kommt die Art nur im äußersten Südosten im Münstertal vor, in Italien überwiegend östlich der Etsch in den Regionen Trentino-Südtirol und Friaul-Julisch Venetien, in Österreich im Westen Nordtirols, im Kaisergebirge, in Osttirol und im westlichen Kärnten und in Slowenien in den Julischen Alpen.
A. germanus bewohnt in der Schweiz überwiegend Steinschutt- und Geröllfluren, Magerrasen der Hochlagen sowie Lärchenwälder in Höhenlagen bis zu 2250 m. In Österreich bewohnt die Art vergleichbare Habitate wie alpine und subalpine Schutt- und Blockhalden und warme Kiefernwälder, aber auch Rotbuchen- und Mischwälder mit viel Totholz und Felsbrocken sowie Trockenmauern und Ruinen und auch strukturreiche Gewässerufer.

## Systematik
A. germanus wird, seit 2019, zusammen mit einigen anderen Arten aus der ursprünglichen Gattung Euscorpius in die Gattung Alpiscorpius gestellt. Im Jahr 2000 wurde der bis dahin als Unterart von E. germanus betrachtete Euscorpius gamma aufgrund morphologischer und molekulargenetischer Untersuchungen als eigene Art von E. germanus abgetrennt. Ebenfalls im Jahr 2000 wurden die Populationen der südwestlichen Alpen aufgrund genetischer Unterschiede als eigenständige Art Euscorpius alpha von E. germanus abgetrennt. 2019 dann unter anderem Alpiscorpius ypsilon und eine Reihe weiterer neu beschriebener Skorpionarten.

## Lebensweise
A. germanus dürfte wie wohl alle Arten der Gattung Euscorpius Gliederfüßer jeder Art in der passenden Größe fressen. Zur Ernährung im Freiland ist sehr wenig bekannt, in der Schweiz wurden als Beutetiere Hundertfüßer der Gattung Scutigera und Waldameisen (Formica ssp.) nachgewiesen.
Angaben zur Paarungs- und Tragzeit liegen aus dem Freiland nicht vor. E. germanus ist wie alle Skorpione lebendgebärend (vivipar), die Jungtiere reißen sofort nach der Geburt ihre Embryonalhaut auf und klettern auf den Rücken der Mutter. Die Anzahl der Jungtiere ist nur von trächtigen Wildfängen aus der Schweiz bekannt, deren Junge im Labor zur Welt kamen; hier lag die Jungtierzahl je Weibchen zwischen 7 und 30, im Mittel bei 16. Wie bei Skorpionen üblich verlassen die jungen Skorpione ihre Mutter nach der ersten Häutung, diese erfolgt bei E. germanus nach 5 bis 9 Tagen.
Nach Gefangenschaftsbeobachtungen benötigen Männchen 4–5, Weibchen 5–6 Häutungen bis zur Geschlechtsreife, nach Braunwalder dürften die Tiere im Freiland dann ein Alter von 1 bis 2 (Männchen) bzw. mindestens 2 Jahren (Weibchen) haben. Beide Geschlechter haben im Normalfall wohl eine Lebenserwartung von 3 bis 4 Jahren. Angaben zu natürlichen Feinden oder Parasiten liegen aus dem Freiland nicht vor.

## Gefährdung

Alpenskorpion in einem Wald.

Die Gefährdungssituation wird in verschiedenen Gebieten unterschiedlich eingeschätzt. In Italien und Slowenien gilt die Art als ungefährdet, in der Schweiz als gefährdet, in Österreich als stark gefährdet. Für die Schweiz sieht Braunwalder die Hauptgefährdung der lokal sehr begrenzten Population in der Habitatgefährdung durch Erosion und Erdrutsche. Die Hauptgefährdungsursachen in Österreich entsprechen weitgehend jenen für Euscorpius gamma. Nach Komposch sind dies forstliche Maßnahmen wie Aufforstungen von Offenflächen mit Fichten, Rodungen und Anwendung von Insektiziden, Umwandlung von Laub- und Laubmischwäldern in Fichtenforste, Bodenverdichtungen, die Entfernung von Saumgesellschaften, Alt- und Totholz sowie Wegebau. Weitere Gefährdungen entstehen durch Bebauung, Sicherungsmaßnahmen wie Lawinenverbauung und die Sicherung oder Sprengung rutschgefährdeter Fels- und Hangbereiche. Alle diese Maßnahmen verursachen eine zunehmende Fragmentierung und Isolation der Vorkommen.